# Aristeus antennatus
Aristeus antennatus, или листадо — вид десятиногих раков из подотряда Dendrobranchiata. Распространён в Средиземном море; один из ценных промысловых видов, известных под испанским названием carabineros.

## Основная информация
Креветки среднего размера 12 см, красные с синеватым карапаксом. Похожи на другой промысловый вид Aristaeomorpha foliacea, несколько отличаясь от них по окраске и удлинённому роструму с тремя зубцами.
Впервые описаны французским натуралистом Антуаном Риссо в 1816 году.

## Распространение
Естественный ареал: глубокие воды (200—1100 м) Средиземного моря (в частности, в области Лигурийского и Тирренского морей и о-ва Сицилия), восточная Атлантика, берега Африки, Юго-Восточная Азия и Японское море.